# Fora de Moda (álbum de Gustavo Mioto)
Fora de Moda é o álbum de estreia do cantor brasileiro Gustavo Mioto. Foi lançado no ano de 2012 pela gravadora Play Mix.
O disco teve como único single a música “Ela Não Gosta de Mim”, cujo videoclipe oficial tem mais de 18 milhões de acessos no YouTube.

## Lista de faixas
| Fora de Moda |                                       |                                  |         |  |
| N.º          | Título                                | Compositor(es)                   | Duração |  |
| 1.           | "Ela Não Gosta de Mim"                | Alice May (Versão: Edgard Poças) |         |  |
| 2.           | "Para de Marra (ao vivo)"             | Gustavo Mioto                    |         |  |
| 3.           | "Fora de Moda (ao vio)"               | Mioto                            |         |  |
| 4.           | "Ainda Amo Você"                      | Gustavo Mioto                    |         |  |
| 5.           | "Oceano da Paixão"                    |                                  |         |  |
| 6.           | "Diretor do Amor"                     | Gustavo Mioto                    |         |  |
| 7.           | "Chora"                               |                                  |         |  |
| 8.           | "Quem Ama Sabe" (part. Amanda Schust) |                                  |         |  |
| 9.           | "Coisa de Momento"                    | Gustavo Mioto                    |         |  |
| 10.          | "É Você Quem Vai Chorar"              | Gustavo Mioto                    |         |  |
| 11.          | "Paixão de Estudante"                 |                                  |         |  |
| 12.          | "Declaração Encantada"                | Gustavo Mioto                    |         |  |